# Người Mỹ gốc Thụy Sĩ
Người Mỹ gốc Thụy Sĩ tiếng Anh: Swiss Americans, tiếng Đức: Schweizamerikaner, tiếng Pháp: lLes américains suisses là người Mỹ có nguồn gốc tổ tiên từ Thụy Sĩ, bao gồm cả những người có tổ tiên của người Đức gốc Thụy Sĩ, người Pháp gốc Thụy Sĩ, người Ý gốc Thụy Sĩ.

## Lịch sử
Người Thụy Sĩ đầu tiên được biết đến trong lĩnh vực này, ngày nay được gọi là Hoa Kỳ, là Theobald (Diebold) của Erlach (1541-1565). Lịch sử Amish bắt đầu bằng sự chia rẽ giữa Anabaptist từ Thụy Sĩ và Alsace, dẫn đầu bởi Jakob Ammann từ Erlenbach im Simmental.
Vào cuối thế kỷ 18 và đầu thế kỷ 19, nhiều nông dân từ Thụy Sĩ di cư sang Nga hoặc Hoa Kỳ.
Đến năm 1820, ước tính 25.000 đến 30.000 người Thụy Sĩ đang sống ở Bắc Mỹ thuộc Anh. Nhiều người trong số họ định cư ở Pennsylvania ngày nay hoặc Bắc Dakota và South Carolina. Cho đến năm 1860, một lần nữa rất nhiều người Thụy Sĩ nhập cư; Những người này định cư chủ yếu ở Ohio, Indiana, Illinois và Wisconsin. Thêm 50.000 đã được thêm vào giữa năm 1860 và 1880, khoảng 82.000 trong khoảng từ 1881 đến 1890 và khoảng 90.000 khác trong ba thập kỷ tới.
Các khu định cư của Thụy Sĩ tại các bang vùng Trung Tây (Illinois), New Glarus (Wisconsin), Gruetli (Tennessee) đã phát triển nhanh chóng khi nhiều người Thụy Sĩ thích các khu định cư nông thôn ở Trung Tây và dọc theo bờ biển Thái Bình Dương, nơi đặc biệt là những người từ Thụy Sĩ ở Ý thành lập vườn nho ở California, hoặc cũng tại các thành phố (công nghiệp) như thành phố New York, Philadelphia, Pittsburgh, Chicago, St. Louis hoặc San Francisco. Vì cách sống và thể chế chính trị chỉ khác nhau một chút ở Thụy Sĩ và Mỹ, nên hầu hết người dân Thụy Sĩ không có được chỗ đứng trên quê hương mới.
Nhập cư Thụy Sĩ đã giảm sau năm 1930 do cuộc khủng hoảng và Chiến tranh thế giới thứ hai. Đến năm 1960, 23.700 người Thụy Sĩ đã đến Hoa Kỳ, từ năm 1961 đến 1990, thêm 29.100.

### Các bài viết về người Thụy Sĩ tại Hoa Kỳ
- The History of New Schwanden Swiss community Hennepin County, Minnesota is the story of a former Swiss colony in Minnesota written by Wayne C. Blesi.
- Tobler, Douglas F. (1994), "The Swiss In Utah", trong Powell, Allan Kent (biên tập), Utah History Encyclopedia, Salt Lake City, Utah: University of Utah Press, ISBN 0874804256, OCLC 30473917, Bản gốc lưu trữ ngày 10 tháng 10 năm 2013, truy cập ngày 19 tháng 8 năm 2019 {{Chú thích}}: Đã định rõ hơn một tham số trong |archivedate= và |archive-date= (trợ giúp); Đã định rõ hơn một tham số trong |archiveurl= và |archive-url= (trợ giúp)
- Swiss Americans Article by University of Illinois - Chicago emeritus professor Dr. Leo Schelbert about Swiss Americans.
- Settling Berne Article by Harold Miller about Berne, NY.

### Liên kết nghiên cứu
- Keith Zollinger Collection of Swiss Manuscripts Brigham Young University-Idaho Special Collections at the David O. McKay Library.
- The Archives of Le Temps Archival collection of every Journal de Geneve, Gazette de Lausanne and Nouveau Quotidien.
- The Swiss American Historical Society Records 1927-1985, including correspondence, reports, minutes and other materials, are available for research use at the Historical Society of Pennsylvania.
- Swiss Colonies in Tennessee and Kentucky Collection, 1830-1938 University of Tennessee Special Collections Library, Knoxville, TN.
- Swiss Posters Collection The Swiss Poster Collection at Carnegie Mellon University.
- Swiss Benevolent Society of Chicago Housed at the University of Illinois at Chicago in the Richard J. Daley Library's Special Collections Department.
- Swiss Society of New Orleans records, 1855-2010 Housed at Tulane University as part of the Louisiana Research Collection, at the Howard-Tilton Memorial Library.
- Swiss Singing Society of Chicago Housed at the University of Illinois at Chicago in the Richard J. Daley Library's Special Collections Department.
- Swiss Prints Collection Graphic Arts Collection in the Department of Rare Books and Special Collections at Princeton University Library.
- Holden Rightmyer/American Swiss Company Papers 1933-1946 The Ward M. Canaday Center for Special Collections at The University of Toledo.
- Richard Bird missionary notebook from the Swiss/Austrian mission Housed at the Harold B. Lee Library at Brigham Young University.
- Swiss and German Mission of the Church of Jesus Christ of Latter-day Saints Housed at the Harold B. Lee Library at Brigham Young University.
- Walter Kiener, Papers Housed in the Archives & Special Collections at the University of Nebraska–Lincoln Libraries.
- Bluntschli (Johann Casper) 1808-1881 Collection 1750-1884 Lưu trữ ngày 31 tháng 3 năm 2012 tại Wayback Machine Housed at the Special Collections of the Milton S. Eisenhower Library at The Johns Hopkins University.
- Eddie Rickenbacker Papers Housed at Auburn University Special Collections and Archives.
- The Papers of J. Warren White Housed at the Patricia W. and J. Douglas Perry Library, Old Dominion University.
- Herbert Matter Papers Housed in Special Collections Green Library Stanford University.
- The Rièse collection Housed at The Victoria University Library of the University of Toronto.
- Swiss imprints in French Lưu trữ ngày 17 tháng 3 năm 2017 tại Wayback Machine Housed in University of Cambridge.
- The John Lyman Ballif Papers Housed at the J. Willard Marriott Library, University of Utah.
- Diplomatic Documents of Switzerland
- Robert Billigmeier Collection Hosted by University of California, Santa Barbara.
- Hoehn and Müller families papers, 1828-1980s Housed at Tulane University as part of the Louisiana Research Collection, at the Howard-Tilton Memorial Library.
- German and Swiss Colonization in Morgan County, Tennessee, 1925 Housed at University of Tennessee Libraries, Knoxville, Special Collections.
- Mennonite Historical Collections Very extensive Collection of Swiss and Swiss-American Mennonite information hosted in the Archives and Special Collections Librarian at Musselman Library, Bluffton University.
- Swiss Settlers in SW Illinois—searchable English translations of 19th-century works by Swiss settlers in southwestern Illinois.